# Партія в шахи (фільм, 1994)
«Партія в шахи» («La Partie d'échecs») — французька кінодрама 1994 року, знятий режисером Івом Аншаром, з П'єром Рішаром у головній ролі.

## Сюжет
Події фільму розгортаються у першій половині XIX століття. Пастор Амброїз (П'єр Рішар) рятує хлопчика, на ім'я Макс, який зірвався зі скелі. Проте хлопчик висловлює своє невдоволення, кажучи, що краще було б йому стрибнути. В подальшій розмові пастор з'ясовує, що батьки покинули Макса та намагається його заспокоїти. Він навчає хлопчика грати в шахи й згодом Макс (Дені Лаван) стає відомим гравцем. Разом з Амброїзом, який став його антрепренером, він приїздить до маєтку маркізи (Катрін Денев), яка є прихильницею шахів та оголосила про проведення у своєму замку шахового турніру. За його умовами, переможець отримує титул чемпіона світу та одружиться з донькою маркізи. За збігом обставин, суперником Макса є чинний чемпіон світу з шахів, англієць лорд Стоунтон, давній його суперник, з яким він намагався зіграти раніше. Перед початком турніру Макс, на прохання маркізи, дає сеанс одночасної гри її вихованцям. Один з хлопчиків настільки вразив Макса своєю грою, що він висловив Амброїзу намір про припинення шахової кар'єри. Та після розмови з пастором, погодився грати в турнірі та виграв першу партію. Перед другою партією Стоунтон вдається до хитрощів. Він пропонує Максу угоду та певні ходи в наступній шаховій партії. Але під час гри порушує домовленість. Збентежений Макс неадекватно реагує на перебіг гри та програє другу партію. Своєю чергою, донька маркізи, яка спочатку запевнила Макса у своїх почуттях, жорстко відказує йому. Макс в розпачі знов поводитися неадекватно та на деякий час зникає. Він із запізненням приходить на вирішальну гру, виграє, але потім проголошує відмову від титулу та покидає маєток маркізи. Згодом, на подвір'ї будинку Амброїза, Макс грає у шахи ростовими фігурами. Захопившись грою, він починає танок та зрештою стрибає зі скелі. Усі персонажі вигадані, за винятком лорда Стонтона.

## У ролях
- П'єр Рішар — Амбруа
- Дені Лаван — Макс
- Катрін Денев — маркіза
- Джеймс Вілбі — лорд Стаунтон
- Дельфіна Бібе — Сюзанна
- Гільда Г'ойнен — Анна-Ліза
- П'єр Дерте — епізод
- Жан Жерарді — епізод
- Жан-Луп Горвітц — епізод
- Крістіан Мейллет — епізод
- Гаррі Клевен — епізод
- Жоржетта Стюленс — епізод
- Александр фон Сіверс — епізод
- Бернар Ейленбош — свідок
- Ів Аншар — торговець

## Знімальна група
- Режисер — Ів Аншар
- Сценарист — Ів Аншар
- Оператор — Дені Ленуар
- Композитор — Фредерік Девріз
- Продюсери — Паскаль Жюделевич, Енн-Домінік Туссен, Жаклін П'єррьо

## Відгуки
Пітер Бесас, кінокритик американського видання «Variety», схвально відзначив «чудово створений і вміло режисований фільм про шахового вундеркінда», окремо відзначивши акторську гру Дені Лавана.

## Нагороди
Фільм став володарем Гран Прі на Міжнародному кінофестивалі у Генті 1994 року та нагороджений премією Жоржа Дельрю.